# Ляпунов Борис Валеріанович
Борис Валеріанович Ляпунов (рос. Борис Валерианович Ляпунов; 30 липня 1921, Вятка — 27 травня 1972, Москва) — радянський письменник-фантаст, журналіст, публіцист, бібліограф. Популяризатор ракетної техніки, космонавтики, океанології, хімії та інших наук. Автор понад 30 науково-художніх книг про науку і техніку. Неодноразово звертався до жанру науково-фантастичного нарису. Один з перших вітчизняних істориків і дослідників наукової фантастики. Сценарист фільму «Дорога до зірок» (1957, спільно з Василем Соловйовим) та ін.

## Біографія
Народився в Вятці, закінчив Московський авіаційний інститут, учасник організованих Яном Колтуновым[1] у 1943—1948 рр. Секції та Відділення підготовки і технічного здійснення ракетних і космічних польотів (ПТОРКП) Авіаційного науково-технічного товариства студентів (АНТОС МАІ). Після закінчення інституту був направлений в НДІ-4 Академії артилерійських наук, де пропрацював близько року, а потім повністю переключився на наукову журналістику і видання науково-популярної літератури, в першу чергу розповідаючи про ракетну техніку і майбутніх космічних польотах. Протягом 20 років регулярно публікувався в журналах «Знание — сила», «Техника – молодежи», «Юный техник», «Искатель» та ін.
У 1955-1957 рр. працює над сценарієм науково-фантастичного фільму, який незабаром став знаменитим, (1957, режисер Павло Клушанцев), названого «Дорога до зірок», за назвою заключної частини книги Бориса Ляпунова «Відкриття світу» (1954). Пізніше були написані сценарії і для ряду інших науково-популярних фільмів.
Борис Ляпунов рано почав цікавитися історією наукової фантастики. Ще у 1946 році він склав капітальний анотований бібліографічний покажчик «Наукова фантастика», який охопив журнальні публікації та книжкові видання з кінця XIX століття по 1945 рік — як російські та радянські, так і зарубіжні (в 1958 році їм був підготовлений розширений і перероблений варіант). Протягом 1958-1960 рр. в журналі «Юний технік» в рамках авторської рубрики «У світі мрії» він розповідав читачам про наукову фантастику, а головним підсумком його діяльності в цій області став історико-критичний огляд науково-фантастичної літератури, названий так само — «У світі мрії» (1970).
Саме завдяки його дослідженням і ентузіазму, фактично заново було відкрито творчість видатного радянського фантаста Олександра Бєляєва, майже забутого в повоєнний час. Багато видань творів цього письменника у 1950-і передували вступними статтями Ляпунова (в тому числі і перше зібрання творів у двох томах, видане в 1956 році), а у 1967 році вийшла його критико-біографічна монографія «Олександр Бєляєв».

## Творчість
1948 року у видавництві «Детгиз» побачила світ перша науково-популярна книга Ляпунова — «Ракета» (1950, 2-е доповнене видання), присвячена історії використання ракет, а також сьогодення і майбутнього ракетної техніки. У 1950 році в журналі «Знання — сила» (№ 10) опублікований його перший досвід у жанрі науково-фантастичного нарису — «З глибини Всесвіту», в якому автор обґрунтовував можливість того, що Тунгуська катастрофа сталася при спробі приземлення міжзоряного корабля.
У 1954 році спільно з Р. В. Гуревичем, Ю. А. Долгушиним, В. О. Львовим та ін. він бере участь у створенні «репортажу з майбутнього» про перший пілотований політ на Місяць, який відбувається нібито у листопаді 1974 року. Ця подоба літературної містифікації була опублікована восени 1954 року в журналі «Знання — сила» (нібито № 11 за 1974 рік) і пізніше за матеріалами цього номера був складений збірник «Політ на Місяць» (1955), який вийшов у видавництві «Трудрезервиздат».
Пізніше Ляпунов написав науково-фантастичний нарис «Земля — Місяць — Земля», що є як би прямим продовженням подій, викладених у творі «Політ на Місяць». Оповідання було включене до його книги «Назустріч мрії» (1957), яка являла собою «футурологічний» збірник нарисів, що розповідають про досягнення астронавтики до 2024 року: будівництво орбітальної станції («Будівництво в порожнечі»), перші польоти на Марс («Ми — на Марсі»), на Венеру та Меркурій («Найближчі до Сонця»). В заключному нарисі («Назустріч мрії») письменник від особи «авторів» марить про майбутні звершення: старті міжзоряного флоту, освоєнні Місяця, зміни марсіанського клімату, створенні штучних планет і будівництві баз на астероїдах (обсерваторія на Еросе).

## Фільмографія
Сценарії:
- «Дорога до зірок» (1957, спільно з Василем Соловйовим)
- «Газова турбіна»
- «Біосфера»
- «Планета Океан»

## Цікаві факти
У книзі «Відкриття світу», що написана у 1954 році, в голові «Розвідник великих висот» в частині «На шляху до космічного корабля» згаданий Сергій Павлович Корольов в якості конструктора планера з ракетним двигуном у 1940-му році.. Але, Корольов на момент першого, другого та третього видань книги був засекреченим конструктором міжконтинентальних балістичних ракет і перших космічних апаратів. Його ім'я не підлягало розголошенню і стало відомо і прославлене тільки після смерті.